# Dobropasowe
Dobropasowe (ukr. Добропасове, do 2017 Czerwonyj Łyman, ukr. Червоний Лиман) – wieś na Ukrainie, w obwodzie dniepropetrowskim, w rejonie synelnykowskim, w hromadzie Pokrowśke. W 2001 liczyła 475 mieszkańców, spośród których 446 wskazało jako ojczysty język ukraiński, 23 rosyjski, 1 białoruski, a 5 ormiański.